# 全国中学生テニス選手権大会
全国中学生テニス選手権大会（ぜんこくちゅうがくせいテニスせんしゅけんたいかい）は、毎年8月に日本で開催されるテニスの大会である。主催は全国中学校テニス連盟・日本テニス協会。

## 概要
団体戦と個人戦がある。開催地は持ち回り。

## 沿革
第1回は1974年に開催。第8回（1981年）より団体戦（学校対抗）も行われている。